# Улица Данилы Зверева
У́лица Дани́лы Зве́рева (предыдущие названия Горняко́в, Опо́рная, Голощёкина) — магистральная улица в жилом районе «Пионерский» Кировского административного района Екатеринбурга. Связывает жилые районы «Пионерский» и «Втузгородок».

## Происхождение названия
Улица названа в честь Данилы Кондратьевича Зверева (1864—1936) — уральского горщика, специалиста по обработке камней. Своё предыдущее название — Голощёкина — улица получила в честь Филиппа Исаевича Голощёкина (1876—1941), профессионального революционера, члена РСДРП с 1903 года, бывшего секретарём Уральского обкома ВКП(б).

## Расположение и благоустройство
Улица Данилы Зверева идёт с юга на север между улицами Боровая и Раевского, начинаясь у перекрёстка с улицей Блюхера и заканчиваясь у железнодорожных путей у примыкания к улице Камчатской. Пересекается с улицами Ирбитской, Вилонова, Волховской. На улицу Данилы Зверева слева выходят улицы Сулимова и Бехтерева, справа — улица Камчатская. Протяжённость улицы составляет около 1600 метров. Ширина проезжей части — две полосы в каждую сторону.
На протяжении улицы имеются четыре светофора и два нерегулируемых пешеходных перехода. С обеих сторон улица оборудована тротуарами.

## История
Возникновение улицы связано с развитием Нового посёлка (современный Пионерский жилой район). Улица была спланирована в 1927—1928 годах и на планах Свердловска 1929 и 1932 годов обозначена как застраиваемая. Изначально носила название «Горняков». На планах города 1939, 1942 и 1947 годов показана застройка по нечётной стороне улицы на участке между улицами Сулимова и Ирбитской, остальные участки улицы не были застроены. Чётная сторона улицы между Сулимова и Ирбитской застраивалась в 1950-е годы трёхэтажными шлакоблочными домами. Участок южнее улицы Сулимова был застроен уже в 1960-е годы многоэтажными домами типовых серий, тем самым улица была связана с улицей Блюхера. В это время улица имела название Опорная. В 1976-м году переименована в улицу Голощёкина. Во второй половине 1990-х годов получила своё современное название.

## Транспорт

### Наземный общественный транспорт
Остановка "Авангард":
Автобус: 48, 81, 87;
Троллейбус: 34;

Остановка "Данилы Зверева":
Автобус: 28, 48, 58, 81, 87;
Троллейбус: 34;

Остановка "ТК Современник":
Автобус: 58, 70, 75, 82, 86, 90;
Троллейбус: 32;
Трамвай: 4, 5, 18, 20.

### Ближайшие станции метро
Действующих станций метро поблизости нет. В отдалённой перспективе вблизи начала улицы планируется строительство станции  «Комсомольская».